# 馬卡姆山
馬卡姆山（英語：Mount Markham）是南極洲的山峰，屬於伊麗莎白女王嶺的一部分，主峰海拔高度4,350米，是該山嶺的最高點，在1901至1904年由英國探險隊發現，該山峰以皇家地理學會主席命名。

## 外部連結
- "Mount Markham, Antarctica" on Peakbagger （页面存档备份，存于）